# Тернопільська районна державна адміністрація
Тернопільська районна державна адміністрація (Тернопільська РДА) — місцева державна адміністрація, орган виконавчої влади в Тернопільському районі, Тернопільської області України. Діє відповідно до Закону України «Про місцеві державні адміністрації» і Типового регламенту та керується Конституцією України, Законами України, нормативно-правовими актами Президента України, КМ України, Тернопільської ОДА.
У зв'язку з широкомасштабним вторгненням Росії 24 лютого 2022 року набула статусу військової адміністрації.

## Структурні підрозділи
- Апарат райдержадміністрації
  - відділ організаційної роботи
  - відділ юридичної та кадрової роботи
  - відділ загального діловодства
  - сектор контролю
  - сектор взаємодії з правоохоронними органами, оборонної, мобілізаційної роботи
  - відділ фінансово-господарського забезпечення
  - відділ ведення Державного реєстру виборців
- Відділ економічного аналізу і торгівлі райдержадміністрації.
- Фінансове управління райдержадміністрації.
- Відділ агропромислового розвитку райдержадміністрації.
- Управління соціального захисту населення райдержадміністрації.
- Сектор з питань цивільного захисту райдержадміністрації.
- Відділ містобудування та архітектури райдержадміністрації.
- Відділ освіти райдержадміністрації.
- Сектор молоді та спорту райдержадміністрації.
- Відділ культури райдержадміністрації.
- Служба у справах дітей райдержадміністрації.
- Відділ розвитку інфраструктури райдержадміністрації.
- Центр надання адміністративних послуг райдержадміністрації.
- Архівний відділ райдержадміністрації.

## Голови
Представники Президента України:
| №  | Прізвище, ім'я, по батькові               | Термін повноважень              | Світлина |
| -- | ----------------------------------------- | ------------------------------- | -------- |
| 1. | Віталій-Роман Томкович Сидяга (1941—2017) | 9 квітня 1992 — 10 лютого 1994  |          |
| 2. | Василь Степанович Коломийчук (нар. 1951)  | 31 березня 1994 — 8 серпня 1995 |          |

Голови райдержадміністрації:
| №  | Прізвище, ім'я, по батькові                | Термін повноважень                  | Світлина |
| -- | ------------------------------------------ | ----------------------------------- | -------- |
| 1. | Василь Степанович Коломийчук (нар. 1951)   | 8 серпня 1995 — 12 травня 1999      |          |
| 2. | Степан Несторович Шулик (1953—2000)        | 9 червня 1999 — 25 липня 2000       |          |
| 3. | Степан Михайлович Кулик (нар. 1949)        | 20 вересня 2000 — 11 листопада 2004 |          |
| 4. | Володимир Михайлович Болєщук (нар. 1974)   | 12 березня 2005 — 9 червня 2010     |          |
| 5. | Віктор Васильович Щепановський (нар. 1970) | 9 червня 2010 — 22 березня 2014     |          |
| 6. | Андрій Васильович Строєвус (нар. 1974)     | 29 травня 2014 — 23 грудня 2014     |          |
| 7. | Олександр Ігорович Похилий (нар. 1983)     | 21 травня 2015 — 9 липня 2019       |          |
| 8. | Ярослав Миколайович Матвійчук              | 15 червня 2020 — донині             |          |

### Заступники
- Едуард Ференц— перший заступник,
- Микола Михальчишин- заступник
- Микола Михайлів — заступник